# Walerij Miedwiedcew
Walerij Aleksiejewicz Miedwiedcew (ros. Валерий Алексеевич Медведцев, ur. 5 lipca 1964 w Iżewsku) – rosyjski biathlonista reprezentujący też ZSRR i Wspólnotę Niepodległych Państw, trzykrotny medalista olimpijski i wielokrotny medalista mistrzostw świata.

## Kariera
Pierwszy sukces osiągnął w 1984 roku, zdobywając brązowy medal w biegu indywidualnym podczas mistrzostw świata juniorów w Chamonix. W Pucharze Świata zadebiutował 16 stycznia 1986 roku w Anterselvie, wygrywając w biegu indywidualnym. Wyprzedził tam na podium Włocha Gottlieba Taschlera i swego rodaka - Siergieja Antonowa. W kolejnych startach jeszcze 15 razy stawał na podium, odnosząc przy tym pięć zwycięstw. Czterokrotnie triumfował w biegu indywidualnym: 21 lutego 1986 roku w Oslo, 17 grudnia 1986 roku w Obertilliach, 19 lutego 1987 roku w Canmore i 20 lutego 1990 roku w Mińsku, a 22 lutego 1986 roku w Oslo był najlepszy w sprincie. Ostatnie podium w zawodach tego cyklu wywalczył 15 stycznia 1993 roku w Val Ridanna, zajmując drugie miejsce w biegu indywidualnym. Najlepsze wyniki osiągał w sezonie 1989/1990, kiedy zajął trzecie miejsce w klasyfikacji generalnej, za innym reprezentantem ZSRR - Siergiejem Czepikowem i Eirikiem Kvalfossem z Norwegii.
Największe sukcesy osiągnął podczas mistrzostw świata w Oslo w 1986 roku, gdzie zwyciężył we wszystkich konkurencjach. Najpierw był najlepszy w biegu indywidualnym, wyprzedzając André Sehmischa z NRD i Austriaka Alfreda Edera. Następnie triumfował w sprincie, pokonując kolejnego Austriaka - Franza Schulera i André Sehmischa. Na zakończenie wraz z Dmitrijem Wasiljewem, Jurijem Kaszkarowem i Siergiejem Bułyginem zajął pierwsze miejsce w sztafecie. Na rozgrywanych rok później mistrzostwach świata w Lake Placid w startach indywidualnych plasował się w czołówce, jednak nie stanął na podium. W biegu indywidualnym był czwarty, a sprint ukończył na piątej pozycji. Wspólnie z kolegami z reprezentacji zdobył jednak srebrny medal w sztafecie.
Na igrzyskach olimpijskich w Calgary w 1988 roku, Miedwiedcew znów stawał na podium w każdej z konkurencji. Zdobył srebrne medale w sprincie oraz w biegu indywidualnym, w obu przypadkach ulegając tylko Frankowi-Peterowi Roetschowi z NRD. Ponadto razem z Aleksandrem Popowem, Dmitrijem Wasiljewem i Siergiejem Czepikowem zdobył także złoto w sztafecie. Kolejny medal zdobył podczas mistrzostw świata w Mińsku/Oslo/Kontiolahti w 1990 roku, wygrywając bieg indywidualny. Wyprzedził tam na podium dwóch innych reprezentantów ZSRR: Siergieja Czepikowa i Anatolija Żdanowicza. Następnie wystąpił na igrzyskach w Albertville w 1992 roku, startując w barwach Wspólnoty Niepodległych Państw. Zajął tam 25. miejsce w sprincie oraz zdobył srebro w sztafecie. Ostatni medal w karierze wywalczył na mistrzostwach świata w Borowcu w 1993 roku, gdzie reprezentacja Rosji w składzie: Walerij Miedwiedcew, Walerij Kirijenko, Siergiej Tarasow i Siergiej Czepikow zajęła drugie miejsce w sztafecie. Brał też udział w igrzyskach olimpijskich w Lillehammer w 1994 roku, gdzie w swoim jedynym starcie, biegu indywidualnym zajął 24. miejsce.
Po zakończeniu czynnej kariery Miedwiedcew został trenerem, prowadził między innymi reprezentację Rosji na Zimowych Igrzyskach Olimpijskich 2002. Jego żoną była Natalja Snytina, po rozwodzie z nią ożenił się z Olgą Pylową.

## Osiągnięcia

### Igrzyska olimpijskie
| Rok  | Miejscowość | Konkurencje | Konkurencje | Konkurencje | Konkurencje | Konkurencje | Konkurencje | Konkurencje |
| Rok  | Miejscowość | IN          | SP          | PU          | MS          | RL          | MR          | SR          |
| ---- | ----------- | ----------- | ----------- | ----------- | ----------- | ----------- | ----------- | ----------- |
| 1988 | Calgary     | 2.          | 2.          | nd.         | nd.         | 1.          | nd.         | –           |
| 1992 | Albertville | –           | 25.         | nd.         | nd.         | 2.          | nd.         | –           |
| 1994 | Lillehammer | 24.         | –           | nd.         | nd.         | –           | nd.         | –           |

### Mistrzostwa świata
| Rok  | Miejscowość            | Konkurencje | Konkurencje | Konkurencje | Konkurencje | Konkurencje | Konkurencje | Konkurencje |
| Rok  | Miejscowość            | IN          | SP          | PU          | MS          | RL          | MR          | SR          |
| ---- | ---------------------- | ----------- | ----------- | ----------- | ----------- | ----------- | ----------- | ----------- |
| 1986 | Oslo                   | 1.          | 1.          | nd.         | nd.         | 1.          | nd.         | –           |
| 1987 | Lake Placid            | 4.          | 5.          | nd.         | nd.         | 2.          | nd.         | –           |
| 1989 | Feistritz              | 27.         | 11.         | nd.         | nd.         | –           | nd.         | –           |
| 1990 | Mińsk/Oslo/Kontiolahti | 1.          | 8.          | nd.         | nd.         | 5.          | nd.         | –           |
| 1991 | Lahti                  | –           | 7.          | nd.         | nd.         | –           | nd.         | –           |
| 1993 | Borowec                | 57.         | 34.         | nd.         | nd.         | 2.          | nd.         | –           |

### Puchar Świata

#### Miejsca w klasyfikacji generalnej
| Sezon     | Miejsce |
| --------- | ------- |
| 1985/1986 | 17.     |
| 1986/1987 | 4.      |
| 1987/1988 | -       |
| 1988/1989 | 5.      |
| 1989/1990 | 3.      |
| 1990/1991 | 24.     |
| 1991/1992 | 28.     |
| 1992/1993 | 16.     |
| 1993/1994 | 38.     |

#### Miejsca na podium chronologicznie
| Lp. | Dzień       | Rok  | Miejscowość  | Konkurencja                | Lokata | Pudła   | Czas biegu | Strata  | Zwycięzca           |
| --- | ----------- | ---- | ------------ | -------------------------- | ------ | ------- | ---------- | ------- | ------------------- |
| 1.  | 16 stycznia | 1986 | Anterselva   | Bieg indywidualny na 20 km | 1.     | 0+0+0+0 | 1:03:19,8  | –       | –                   |
| 2.  | 21 lutego   | 1986 | Oslo         | Bieg indywidualny na 20 km | 1.     | 1+0+0+1 | 57:05,3    | –       | –                   |
| 3.  | 22 lutego   | 1986 | Oslo         | Sprint na 10 km            | 1.     | 0+0     | 28:02,8    | –       | –                   |
| 4.  | 17 grudnia  | 1986 | Obertilliach | Bieg indywidualny na 20 km | 1.     | 1+0+0+0 | 1:10:04,0  | –       | –                   |
| 5.  | 8 stycznia  | 1987 | Borowec      | Bieg indywidualny na 20 km | 3.     | 0+0+2+0 | 1:03:26,5  | +1:46,1 | Jan Matouš          |
| 6.  | 10 stycznia | 1987 | Borowec      | Sprint na 10 km            | 3.     | 0+0     | 29:04,2    | +17,2   | Fritz Fischer       |
| 7.  | 19 lutego   | 1987 | Canmore      | Bieg indywidualny na 20 km | 1.     | 1+0+1+0 | 55:12,7    | –       | –                   |
| 8.  | 20 lutego   | 1988 | Calgary      | Bieg indywidualny na 20 km | 2.     | 1+1+0+1 | 56:33,3    | +21,3   | Frank-Peter Roetsch |
| 9.  | 23 lutego   | 1988 | Calgary      | Sprint na 10 km            | 2.     | 0+0     | 25:08,1    | +15,6   | Frank-Peter Roetsch |
| 10. | 4 marca     | 1989 | Hämeenlinna  | Sprint na 10 km            | 3.     | 0+0     | 33:22,7    | +6,7    | Eirik Kvalfoss      |
| 11. | 9 marca     | 1989 | Östersund    | Bieg indywidualny na 20 km | 2.     | 0+0+0+1 | 54:06,4    | +6,7    | Siergiej Czepikow   |
| 12. | 14 grudnia  | 1989 | Obertilliach | Bieg indywidualny na 20 km | 2.     | 0+0+0+0 | 54:58,4    | +23,7   | André Sehmisch      |
| 13. | 27 stycznia | 1990 | Ruhpolding   | Sprint na 10 km            | 3.     | 0+0     | 27:28,3    | +22,3   | Jurij Kaszkarow     |
| 14. | 20 lutego   | 1990 | Mińsk        | Bieg indywidualny na 20 km | 1.     | 0+0+0+0 | 1:06:39,7  | –       | –                   |
| 15. | 16 stycznia | 1992 | Ruhpolding   | Bieg indywidualny na 20 km | 2.     | 1+0+0+0 | 54:50,0    | +13,0   | Andreas Zingerle    |
| 16. | 15 stycznia | 1993 | Val Ridanna  | Bieg indywidualny na 20 km | 2.     | 0+0+1+0 | 53:50,5    | +12,9   | Andreas Zingerle    |